# مسمار

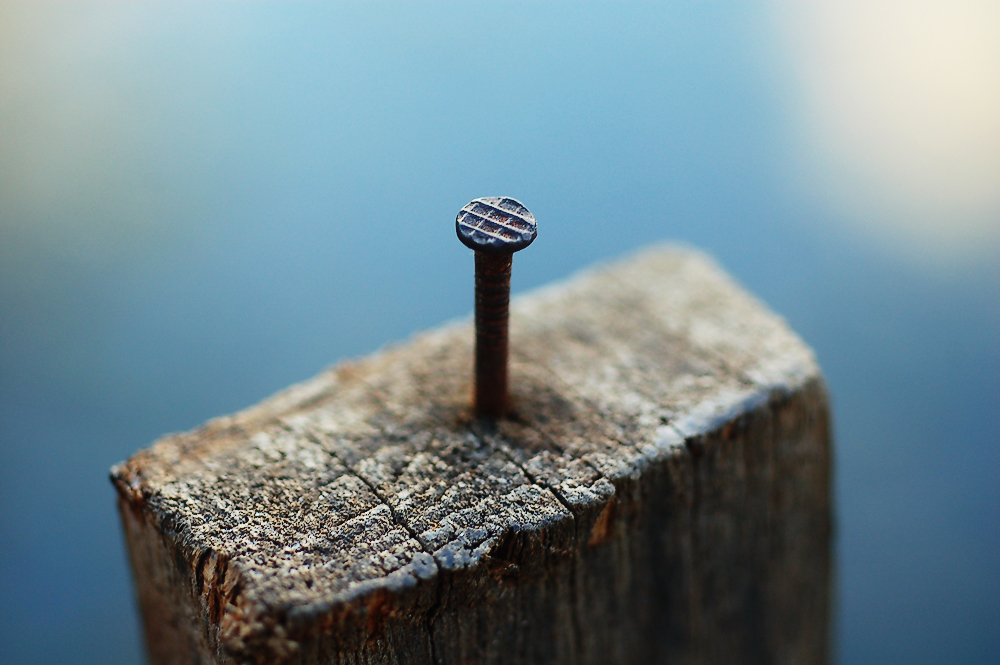
المسامير تطرق على أسطح مثل الخشب.

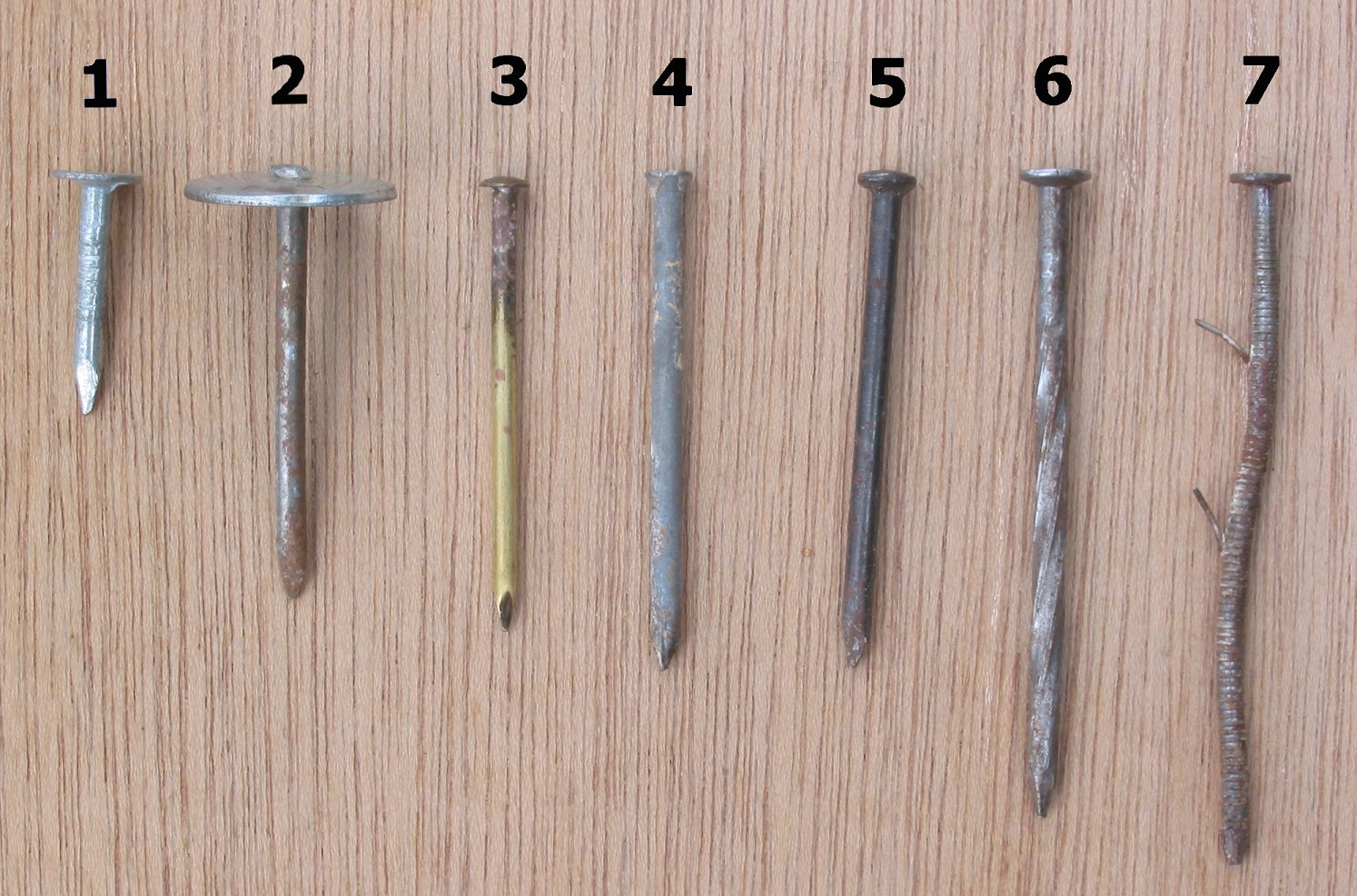
أنواع مختلفة من المسامير.

المِسْمار أو الدُسار في مجالات الهندسة، والنجارة والبناء، هو دبوس معدني حاد الشكل، عادة من الصلب، وتستخدم المسامير لأغراض متخصصة من الصلب غير القابل للصدأ، وكبريتات الحديد أو الألمنيوم. وعادة ما تدفع المسامير بمطرقة أو بمدفع هواء مضغوط أو شحنة متفجرات صغيرة أو يربط بمفك براغي أو مفتاح صوامل.

## الأحجام
تصنع المسامير في مجموعة كبيرة ومتنوعة من الاشكال لأغراض متخصصة؛ بعض أنواع المسامير يشار إليها بعبارة أخرى، على سبيل المثال «دبابيس» و«المشابك». ويتكون المسمار من الرأس، الساق والسِّن. رأس المسمار يمكن أن يكون مسطَّح أو مُفلطَح أو مُحَدَّب. سن المسمار يكون هرمي، إزميلي أو إبري.
ويتم استخدام المسامير في المنشآت لوصل العناصر الإنشائية مع بعضها. وعدد المسامير المطلوب للوصلة يحسب بتقسيم القوة المؤثرة في نقطة الوصل على قوة تحمل المسمار الواحد للقص.

## المسمار في القرآن
ذُكِرَتْ المساميرُ في القرآن بلفظ «دُسُر» والدسر جمع دِسار، وهو المسمار.